# Liste des MP 14
Cette page est une annexe de l'article « MP 14 ».

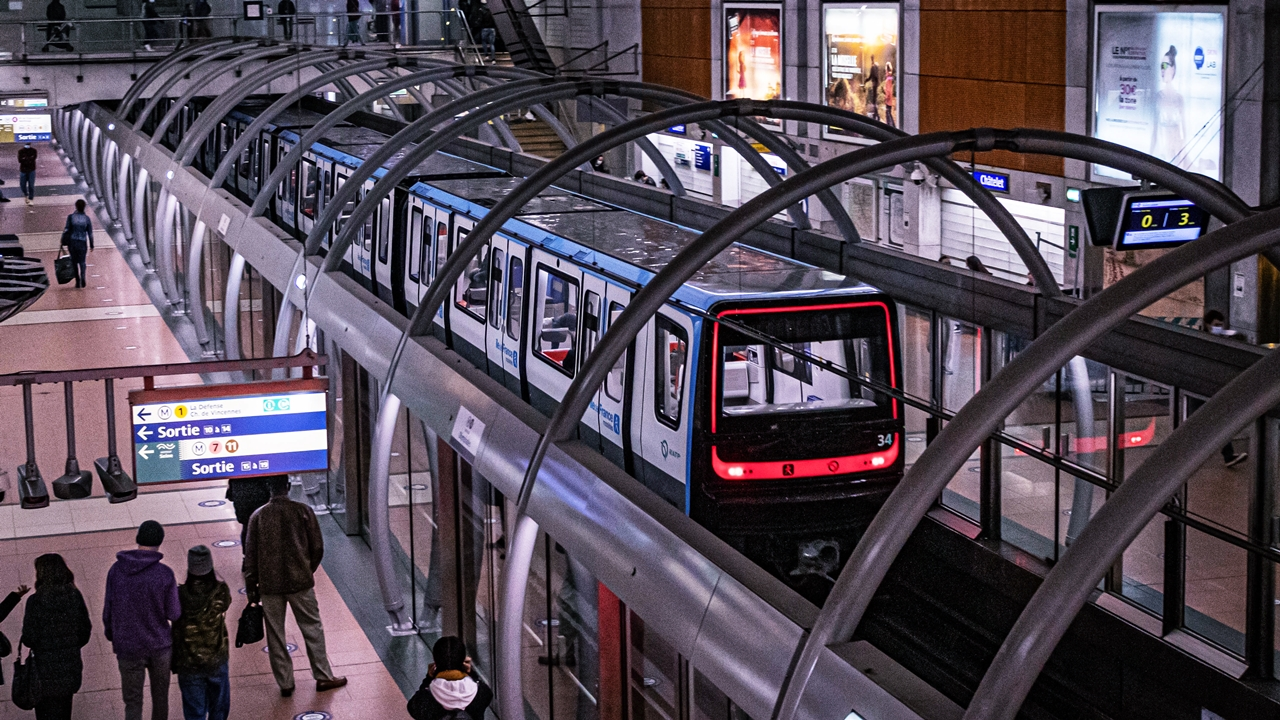
Une rame MP 14 quittant la station Châtelet.

Cette liste recense les éléments du parc de MP 14, matériel roulant de la Régie autonome des transports parisiens (RATP).
Ce parc est constitué de deux versions :
- celle à conduite automatique (CA), composée de six voitures pour la ligne 4 ou de huit voitures pour la ligne 14 ;
- celle à conduite manuelle ou « conduite conducteur » (CC), composée de cinq voitures pour la ligne 11.

## État du matériel

### MP 14 CA
Numérotation des rames à huit et six voitures, par l'exemple des rames CA35 de la ligne 14 et CA51 de la ligne 4 :
Dans un souci de lisibilité, le tableau détaillé ne reprend que la numérotation principale.
| -                       | Numéro | S1         | N1 impair  | N2 impair | B         | N3         | N2 pair    | N1 pair    | S2         |
| ----------------------- | ------ | ---------- | ---------- | --------- | --------- | ---------- | ---------- | ---------- | ---------- |
| numérotation principale | 1004   | S1.VA-1004 | N1.VA-1007 | N.VA-1004 | B.VA-1004 | N3.VA-1004 | N2.VA-1004 | N1.VA-1008 | S2.VA-1004 |
| numérotation secondaire | CA35   | CA35 S1    | CA35 N1-1  | CA35 N2-1 | CA35 B    | CA35 N3    | CA35 N2-2  | CA35 N1-2  | CA35 S2    |
|                         |        |            |            |           |           |            |            |            |            |
| numérotation principale | 1251   | S1.VB-1251 | N1.VB-1251 | N.VB-1251 | -         | -          | N2.VB-1251 | N1.VB-1252 | S2.VB-1251 |
| numérotation secondaire | CA51   | CA51 S1    | CA51 N1-1  | CA51 N2-1 | -         | -          | CA51 N2-2  | CA51 N1-2  | CA51 S2    |

#### MP 14 CA à 8 caisses
| Numéro d'engin | Numéro d'exploitation | Composition                                                                           | Mise en service | Livrée | Ligne      | Particularité                                                                                   |
| -------------- | --------------------- | ------------------------------------------------------------------------------------- | --------------- | ------ | ---------- | ----------------------------------------------------------------------------------------------- |
| 1001           | CA07                  | S1.VA-1001—N1.VA-1001—N.VA-1001—B.VA-1001—N3.VA-1001—N2.VA-1001—N1.VA-1002—S2.VA-1001 | 13 avril 2023,  | IDFM   | [ 4 ]      | Rame livrée en décembre 2018 pour les essais entamés en février 2019, sans son intérieur.       |
| 1002           | CA21                  | S1.VA-1002—N1.VA-1003—N.VA-1002—B.VA-1002—N3.VA-1002—N2.VA-1002—N1.VA-1004—S2.VA-1002 | Mars 2023       | IDFM   | [ 7 ]      |                                                                                                 |
| 1003           | CA34                  | S1.VA-1003—N1.VA-1005—N.VA-1003—B.VA-1003—N3.VA-1003—N2.VA-1003—N1.VA-1006—S2.VA-1003 | Octobre 2020    | IDFM   | [ 8 ]      | Première rame à effectuer un service sur la ligne 14, le 12 octobre 2020.                       |
| 1004           | CA35                  | S1.VA-1004—N1.VA-1007—N.VA-1004—B.VA-1004—N3.VA-1004—N2.VA-1004—N1.VA-1008—S2.VA-1004 | Décembre 2020   | IDFM   | [ 10 ]     |                                                                                                 |
| 1005           | CA17                  | S1.VA-1005—N1.VA-1009—N.VA-1005—B.VA-1005—N3.VA-1005—N2.VA-1005—N1.VA-1010—S2.VA-1005 | Janvier 2023    | IDFM   | [ 11 ]     |                                                                                                 |
| 1006           | CA36                  | S1.VA-1006—N1.VA-1011—N.VA-1006—B.VA-1006—N3.VA-1006—N2.VA-1006—N1.VA-1012—S2.VA-1006 | Janvier 2021    | IDFM   | [ 12 ]     |                                                                                                 |
| 1007           | CA38                  | S1.VA-1007—N1.VA-1013—N.VA-1007—B.VA-1007—N3.VA-1007—N2.VA-1007—N1.VA-1014—S2.VA-1007 | Novembre 2020   | IDFM   | [ 14 ]     |                                                                                                 |
| 1008           | CA06                  | S1.VA-1008—N1.VA-1015—N.VA-1008—B.VA-1008—N3.VA-1008—N2.VA-1008—N1.VA-1016—S2.VA-1008 | Juin 2021       | IDFM   | (M) · (14) |                                                                                                 |
| 1009           | CA39                  | S1.VA-1009—N1.VA-1017—N.VA-1009—B.VA-1009—N3.VA-1009—N2.VA-1009—N1.VA-1018—S2.VA-1009 | Mai 2021        | IDFM   | [ 14 ]     |                                                                                                 |
| 1010           | CA33                  | S1.VA-1010—N1.VA-1019—N.VA-1010—B.VA-1010—N3.VA-1010—N2.VA-1010—N1.VA-1020—S2.VA-1010 | Février 2021    | IDFM   | (M) · (14) |                                                                                                 |
| 1011           | CA74                  | S1.VA-1011—N1.VA-1021—N.VA-1011—B.VA-1011—N3.VA-1011—N2.VA-1011—N1.VA-1022—S2.VA-1011 | Avril 2024      | IDFM   | [ 17 ]     | Première rame à effectuer un service voyageur depuis la station Aéroport d'Orly le 24 juin 2024 |
| 1012           | CA31                  | S1.VA-1012—N1.VA-1023—N.VA-1012—B.VA-1012—N3.VA-1012—N2.VA-1012—N1.VA-1024—S2.VA-1012 | Juin 2021       | IDFM   | [ 18 ]     |                                                                                                 |
| 1013           | CA26                  | S1.VA-1013—N1.VA-1025—N.VA-1013—B.VA-1013—N3.VA-1013—N2.VA-1013—N1.VA-1026—S2.VA-1013 | Juillet 2021    | IDFM   | [ 19 ]     |                                                                                                 |
| 1014           | CA32                  | S1.VA-1014—N1.VA-1027—N.VA-1014—B.VA-1014—N3.VA-1014—N2.VA-1014—N1.VA-1028—S2.VA-1014 | Août 2021       | IDFM   | [ 20 ]     |                                                                                                 |
| 1015           | CA29                  | S1.VA-1015—N1.VA-1029—N.VA-1015—B.VA-1015—N3.VA-1015—N2.VA-1015—N1.VA-1030—S2.VA-1015 | Juillet 2021    | IDFM   | [ 21 ]     |                                                                                                 |
| 1016           | CA37                  | S1.VA-1016—N1.VA-1031—N.VA-1016—B.VA-1016—N3.VA-1016—N2.VA-1016—N1.VA-1032—S2.VA-1016 | Septembre 2021  | IDFM   | [ 22 ]     |                                                                                                 |
| 1017           | CA28                  | S1.VA-1017—N1.VA-1033—N.VA-1017—B.VA-1017—N3.VA-1017—N2.VA-1017—N1.VA-1034—S2.VA-1017 | Octobre 2021    | IDFM   | [ 23 ]     |                                                                                                 |
| 1018           | CA13                  | S1.VA-1018—N1.VA-1035—N.VA-1018—B.VA-1018—N3.VA-1018—N2.VA-1018—N1.VA-1036—S2.VA-1018 | Novembre 2021   | IDFM   | [ 24 ]     |                                                                                                 |
| 1019           | CA10                  | S1.VA-1019—N1.VA-1037—N.VA-1019—B.VA-1019—N3.VA-1019—N2.VA-1019—N1.VA-1038—S2.VA-1019 | Mai 2022        | IDFM   | [ 25 ]     |                                                                                                 |
| 1020           | CA05                  | S1.VA-1020—N1.VA-1039—N.VA-1020—B.VA-1020—N3.VA-1020—N2.VA-1020—N1.VA-1040—S2.VA-1020 | Novembre 2022   | IDFM   | [ 26 ]     |                                                                                                 |
| 1021           | CA04                  | S1.VA-1021—N1.VA-1041—N.VA-1021—B.VA-1021—N3.VA-1021—N2.VA-1021—N1.VA-1042—S2.VA-1021 | Mai 2022        | IDFM   | [ 27 ]     |                                                                                                 |
| 1022           | CA12                  | S1.VA-1022—N1.VA-1043—N.VA-1022—B.VA-1022—N3.VA-1022—N2.VA-1022—N1.VA-1044—S2.VA-1022 | Mai 2022        | IDFM   | [ 28 ]     |                                                                                                 |
| 1023           | CA15                  | S1.VA-1023—N1.VA-1055—N.VA-1023—B.VA-1023—N3.VA-1023—N2.VA-1023—N1.VA-1046—S2.VA-1023 | Mai 2022        | IDFM   | [ 29 ]     |                                                                                                 |
| 1024           | CA02                  | S1.VA-1024—N1.VA-1047—N.VA-1024—B.VA-1024—N3.VA-1024—N2.VA-1024—N1.VA-1048—S2.VA-1024 | Juin 2022       | IDFM   | [ 29 ]     |                                                                                                 |
| 1025           | CA18                  | S1.VA-1025—N1.VA-1049—N.VA-1025—B.VA-1025—N3.VA-1025—N2.VA-1025—N1.VA-1050—S2.VA-1025 | Août 2022       | IDFM   | [ 30 ]     |                                                                                                 |
| 1026           | CA19                  | S1.VA-1026—N1.VA-1051—N.VA-1026—B.VA-1026—N3.VA-1026—N2.VA-1026—N1.VA-1052—S2.VA-1026 | Août 2022       | IDFM   | [ 30 ]     |                                                                                                 |
| 1027           | CA09                  | S1.VA-1027—N1.VA-1053—N.VA-1027—B.VA-1027—N3.VA-1027—N2.VA-1027—N1.VA-1054—S2.VA-1027 | Octobre 2022    | IDFM   | [ 31 ]     |                                                                                                 |
| 1028           | CA20                  | S1.VA-1028—N1.VA-1055—N.VA-1028—B.VA-1028—N3.VA-1028—N2.VA-1028—N1.VA-1056—S2.VA-1028 | Novembre 2022   | IDFM   | [ 32 ]     |                                                                                                 |
| 1029           | CA11                  | S1.VA-1029—N1.VA-1057—N.VA-1029—B.VA-1029—N3.VA-1029—N2.VA-1029—N1.VA-1058—S2.VA-1029 | Octobre 2022    | IDFM   | [ 33 ]     |                                                                                                 |
| 1030           | CA03                  | S1.VA-1030—N1.VA-1059—N.VA-1030—B.VA-1030—N3.VA-1030—N2.VA-1030—N1.VA-1060—S2.VA-1030 | Octobre 2022    | IDFM   | [ 31 ]     |                                                                                                 |
| 1031           | CA14                  | S1.VA-1031—N1.VA-1061—N.VA-1031—B.VA-1031—N3.VA-1031—N2.VA-1031—N1.VA-1062—S2.VA-1031 | Décembre 2022   | IDFM   | [ 34 ]     |                                                                                                 |
| 1032           | CA24                  | S1.VA-1032—N1.VA-1063—N.VA-1032—B.VA-1032—N3.VA-1032—N2.VA-1032—N1.VA-1064—S2.VA-1032 | Décembre 2022   | IDFM   | [ 35 ]     |                                                                                                 |
| 1033           | CA73                  | S1.VA-1033—N1.VA-1065—N.VA-1033—B.VA-1033—N3.VA-1033—N2.VA-1033—N1.VA-1066—S2.VA-1033 | Mai 2024        | IDFM   | [ 36 ]     |                                                                                                 |
| 1034           | CA22                  | S1.VA-1034—N1.VA-1067—N.VA-1034—B.VA-1034—N3.VA-1034—N2.VA-1034—N1.VA-1068—S2.VA-1034 | Février 2023    | IDFM   | [ 37 ]     |                                                                                                 |
| 1035           | CA23                  | S1.VA-1035—N1.VA-1069—N.VA-1035—B.VA-1035—N3.VA-1035—N2.VA-1035—N1.VA-1070—S2.VA-1035 | Février 2023    | IDFM   | [ 38 ]     |                                                                                                 |
| 1036           | CA25                  | S1.VA-1036—N1.VA-1071—N.VA-1036—B.VA-1036—N3.VA-1036—N2.VA-1036—N1.VA-1072—S2.VA-1036 | Mars 2023       | IDFM   | [ 39 ]     |                                                                                                 |
| 1037           | CA27                  | S1.VA-1037—N1.VA-1073—N.VA-1037—B.VA-1037—N3.VA-1037—N2.VA-1037—N1.VA-1074—S2.VA-1037 | Mars 2023       | IDFM   | [ 7 ]      |                                                                                                 |
| 1039           | CA16                  | S1.VA-1039—N1.VA-1077—N.VA-1039—B.VA-1039—N3.VA-1039—N2.VA-1039—N1.VA-1078—S2.VA-1039 | Juin 2024       | IDFM   | [ 40 ]     |                                                                                                 |
| 1040           | CA40                  | S1.VA-1040—N1.VA-1079—N.VA-1040—B.VA-1040—N3.VA-1040—N2.VA-1040—N1.VA-1080—S2.VA-1040 | Avril 2024      | IDFM   | [ 41 ]     |                                                                                                 |
| 1041           | CA41                  | S1.VA-1041—N1.VA-1081—N.VA-1041—B.VA-1041—N3.VA-1041—N2.VA-1041—N1.VA-1082—S2.VA-1041 | Avril 2024      | IDFM   | [ 42 ]     |                                                                                                 |
| 1042           | CA42                  | S1.VA-1042—N1.VA-1083—N.VA-1042—B.VA-1042—N3.VA-1042—N2.VA-1042—N1.VA-1084—S2.VA-1042 | Juin 2024       | IDFM   | [ 40 ]     |                                                                                                 |
| 1043           | CA43                  | S1.VA-1043—N1.VA-1085—N.VA-1043—B.VA-1043—N3.VA-1043—N2.VA-1043—N1.VA-1086—S2.VA-1043 | Mai 2024        | IDFM   | [ 43 ]     |                                                                                                 |
| 1044           | CA44                  | S1.VA-1044—N1.VA-1087—N.VA-1044—B.VA-1044—N3.VA-1044—N2.VA-1044—N1.VA-1088—S2.VA-1044 | Juin 2024       | IDFM   | [ 36 ]     |                                                                                                 |
| 1045           | CA45                  | S1.VA-1045—N1.VA-1089—N.VA-1045—B.VA-1045—N3.VA-1045—N2.VA-1045—N1.VA-1090—S2.VA-1045 | Mai 2024        | IDFM   | [ 43 ]     |                                                                                                 |
| 1046           | CA46                  | S1.VA-1046—N1.VA-1091—N.VA-1046—B.VA-1046—N3.VA-1046—N2.VA-1046—N1.VA-1092—S2.VA-1046 | Juin 2024       | IDFM   | [ 44 ]     |                                                                                                 |
| 1047           | CA47                  | S1.VA-1047—N1.VA-1093—N.VA-1047—B.VA-1047—N3.VA-1047—N2.VA-1047—N1.VA-1094—S2.VA-1047 | Juin 2024       | IDFM   | [ 40 ]     |                                                                                                 |
| 1048           | CA48                  | S1.VA-1048—N1.VA-1095—N.VA-1048—B.VA-1048—N3.VA-1048—N2.VA-1048—N1.VA-1096—S2.VA-1048 | Juin 2024       | IDFM   | [ 44 ]     |                                                                                                 |
| 1049           | CA49                  | S1.VA-1049—N1.VA-1097—N.VA-1049—B.VA-1049—N3.VA-1049—N2.VA-1049—N1.VA-1098—S2.VA-1049 | Juin 2024       | IDFM   | [ 44 ]     |                                                                                                 |
| 1050           | CA50                  | S1.VA-1050—N1.VA-1099—N.VA-1050—B.VA-1050—N3.VA-1050—N2.VA-1050—N1.VA-1100—S2.VA-1050 | Juillet 2024    | IDFM   | [ 45 ]     |                                                                                                 |
| 1051           | CA51                  | S1.VA-1051—N1.VA-1101—N.VA-1051—B.VA-1051—N3.VA-1051—N2.VA-1051—N1.VA-1102—S2.VA-1051 | Juillet 2024    | IDFM   | [ 45 ]     |                                                                                                 |
| 1052           | CA52                  | S1.VA-1052—N1.VA-1103—N.VA-1052—B.VA-1052—N3.VA-1052—N2.VA-1052—N1.VA-1104—S2.VA-1052 | Juillet 2024    | IDFM   | [ 45 ]     |                                                                                                 |
| 1053           | CA53                  | S1.VA-1053—N1.VA-1105—N.VA-1053—B.VA-1053—N3.VA-1053—N2.VA-1053—N1.VA-1106—S2.VA-1053 | Septembre 2024  | IDFM   | [ 46 ]     |                                                                                                 |
| 1054           | CA54                  | S1.VA-1054—N1.VA-1107—N.VA-1054—B.VA-1054—N3.VA-1054—N2.VA-1054—N1.VA-1108—S2.VA-1054 | Septembre 2024  | IDFM   | [ 46 ]     |                                                                                                 |
| 1055           | CA55                  | S1.VA-1055—N1.VA-1109—N.VA-1055—B.VA-1055—N3.VA-1055—N2.VA-1055—N1.VA-1110—S2.VA-1055 | Septembre 2024  | IDFM   | [ 47 ]     |                                                                                                 |
| 1056           | CA56                  | S1.VA-1056—N1.VA-1111—N.VA-1056—B.VA-1056—N3.VA-1056—N2.VA-1056—N1.VA-1112—S2.VA-1056 | Septembre 2024  | IDFM   | [ 47 ]     |                                                                                                 |
| 1057           | CA57                  | S1.VA-1057—N1.VA-1113—N.VA-1057—B.VA-1057—N3.VA-1057—N2.VA-1057—N1.VA-1114—S2.VA-1057 | Septembre 2024  | IDFM   | [ 47 ]     |                                                                                                 |
| 1058           | CA58                  | S1.VA-1058—N1.VA-1115—N.VA-1058—B.VA-1058—N3.VA-1058—N2.VA-1058—N1.VA-1116—S2.VA-1058 | Septembre 2024  | IDFM   | [ 47 ]     |                                                                                                 |
| 1059           | CA59                  | S1.VA-1059—N1.VA-1117—N.VA-1059—B.VA-1059—N3.VA-1059—N2.VA-1059—N1.VA-1118—S2.VA-1059 | Septembre 2024  | IDFM   | [ 46 ]     |                                                                                                 |
| 1060           | CA60                  | S1.VA-1060—N1.VA-1119—N.VA-1060—B.VA-1060—N3.VA-1060—N2.VA-1060—N1.VA-1120—S2.VA-1060 | Octobre 2024    | IDFM   | [ 48 ]     |                                                                                                 |
| 1061           | CA61                  | S1.VA-1061—N1.VA-1121—N.VA-1061—B.VA-1061—N3.VA-1061—N2.VA-1061—N1.VA-1122—S2.VA-1061 | Novembre 2024   | IDFM   | [ 49 ]     |                                                                                                 |
| 1062           | CA62                  | S1.VA-1062—N1.VA-1123—N.VA-1062—B.VA-1062—N3.VA-1062—N2.VA-1062—N1.VA-1124—S2.VA-1062 | Décembre 2024   | IDFM   | [ 50 ]     |                                                                                                 |
| 1063           | CA63                  | S1.VA-1063—N1.VA-1125—N.VA-1063—B.VA-1063—N3.VA-1063—N2.VA-1063—N1.VA-1126—S2.VA-1063 | Décembre 2024   | IDFM   | [ 50 ]     |                                                                                                 |
| 1064           | CA64                  | S1.VA-1064—N1.VA-1127—N.VA-1064—B.VA-1064—N3.VA-1064—N2.VA-1064—N1.VA-1128—S2.VA-1064 | Novembre 2024   | IDFM   | [ 49 ]     |                                                                                                 |
| 1065           | CA65                  | S1.VA-1065—N1.VA-1129—N.VA-1065—B.VA-1065—N3.VA-1065—N2.VA-1065—N1.VA-1130—S2.VA-1065 | Décembre 2024   | IDFM   | [ 50 ]     |                                                                                                 |
| 1066           | CA66                  | S1.VA-1066—N1.VA-1131—N.VA-1066—B.VA-1066—N3.VA-1066—N2.VA-1066—N1.VA-1132—S2.VA-1066 | Décembre 2024   | IDFM   | [ 50 ]     |                                                                                                 |
| 1067           | CA67                  | S1.VA-1067—N1.VA-1133—N.VA-1067—B.VA-1067—N3.VA-1067—N2.VA-1067—N1.VA-1134—S2.VA-1067 | Janvier 2025    | IDFM   | [ 51 ]     |                                                                                                 |
| 1068           | CA68                  | S1.VA-1068—N1.VA-1135—N.VA-1068—B.VA-1068—N3.VA-1068—N2.VA-1068—N1.VA-1136—S2.VA-1068 | Mars 2025       | IDFM   | [ 52 ]     |                                                                                                 |

#### MP 14 CA à 6 caisses
| Numéro d'engin | Numéro d'exploitation | Composition                                                      | Mise en service | Livrée | Ligne  | Particularité |
| -------------- | --------------------- | ---------------------------------------------------------------- | --------------- | ------ | ------ | ------------- |
| 1251           | CA51                  | S1.VB-1251—N1.VB-1251—N.VB-1251—N2.VB-1251—N1.VB-1252—S2.VB-1251 | Septembre 2022  | IDFM   | [ 53 ] |               |
| 1252           | CA52                  | S1.VB-1252—N1.VB-1253—N.VB-1252—N2.VB-1252—N1.VB-1254—S2.VB-1252 | Octobre 2022    | IDFM   | [ 53 ] |               |
| 1253           | CA53                  | S1.VB-1253—N1.VB-1255—N.VB-1253—N2.VB-1253—N1.VB-1256—S2.VB-1253 | Juillet 2023    | IDFM   | [ 56 ] |               |
| 1254           | CA54                  | S1.VB-1254—N1.VB-1257—N.VB-1254—N2.VB-1254—N1.VB-1258—S2.VB-1254 | Août 2023       | IDFM   | [ 57 ] |               |
| 1255           | CA55                  | S1.VB-1255—N1.VB-1259—N.VB-1255—N2.VB-1255—N1.VB-1260—S2.VB-1255 | Août 2023       | IDFM   | [ 58 ] |               |
| 1256           | CA56                  | S1.VB-1256—N1.VB-1261—N.VB-1256—N2.VB-1256—N1.VB-1262—S2.VB-1256 | Septembre 2023  | IDFM   | [ 59 ] |               |
| 1257           | CA57                  | S1.VB-1257—N1.VB-1263—N.VB-1257—N2.VB-1257—N1.VB-1264—S2.VB-1257 | Octobre 2023    | IDFM   | [ 60 ] |               |
| 1258           | CA58                  | S1.VB-1258—N1.VB-1265—N.VB-1258—N2.VB-1258—N1.VB-1266—S2.VB-1258 | Octobre 2023    | IDFM   | [ 61 ] |               |
| 1259           | CA59                  | S1.VB-1259—N1.VB-1267—N.VB-1259—N2.VB-1259—N1.VB-1268—S2.VB-1259 | Octobre 2023    | IDFM   | [ 62 ] |               |
| 1260           | CA60                  | S1.VB-1260—N1.VB-1269—N.VB-1260—N2.VB-1260—N1.VB-1270—S2.VB-1260 | Novembre 2023   | IDFM   | [ 63 ] |               |
| 1261           | CA61                  | S1.VB-1261—N1.VB-1271—N.VB-1261—N2.VB-1261—N1.VB-1272—S2.VB-1261 | Novembre 2023   | IDFM   | [ 64 ] |               |
| 1262           | CA62                  | S1.VB-1262—N1.VB-1273—N.VB-1262—N2.VB-1262—N1.VB-1274—S2.VB-1262 | Novembre 2023   | IDFM   | [ 65 ] |               |
| 1263           | CA63                  | S1.VB-1263—N1.VB-1275—N.VB-1263—N2.VB-1263—N1.VB-1276—S2.VB-1263 | Décembre 2023   | IDFM   | [ 66 ] |               |
| 1264           | CA64                  | S1.VB-1264—N1.VB-1277—N.VB-1264—N2.VB-1264—N1.VB-1278—S2.VB-1264 | Décembre 2023   | IDFM   | [ 67 ] |               |
| 1265           | CA65                  | S1.VB-1265—N1.VB-1279—N.VB-1265—N2.VB-1265—N1.VB-1280—S2.VB-1265 | Décembre 2023   | IDFM   | [ 68 ] |               |
| 1266           | CA66                  | S1.VB-1266—N1.VB-1281—N.VB-1266—N2.VB-1266—N1.VB-1282—S2.VB-1266 | Décembre 2023   | IDFM   | [ 69 ] |               |
| 1267           | CA67                  | S1.VB-1267—N1.VB-1283—N.VB-1267—N2.VB-1267—N1.VB-1284—S2.VB-1267 | Janvier 2024    | IDFM   | [ 51 ] |               |
| 1268           | CA68                  | S1.VB-1268—N1.VB-1285—N.VB-1268—N2.VB-1268—N1.VB-1286—S2.VB-1268 | Février 2024    | IDFM   | [ 52 ] |               |
| 1269           | CA69                  | S1.VB-1269—N1.VB-1287—N.VB-1269—N2.VB-1269—N1.VB-1288—S2.VB-1269 | Décembre 2024   | IDFM   | [ 72 ] |               |
| 1270           | CA70                  | S1.VB-1270—N1.VB-1289—N.VB-1270—N2.CB-1269—N1.VB-1290—S2.VB-1270 | Mars 2025       | IDFM   | [ 73 ] |               |

### MP 14 CC
Numérotation d'une rame à cinq voitures, par l'exemple de la rame CC11 :
Dans un souci de lisibilité, le tableau détaillé ne reprend que la numérotation principale.
| -                       | Numéro | S1         | N1 impair  | N2         | N1 pair    | S2         |
| ----------------------- | ------ | ---------- | ---------- | ---------- | ---------- | ---------- |
| numérotation principale | 1411   | S1.VC-1411 | N1.VC-1421 | N2.VC-1411 | N1.VC-1422 | S2.VC-1411 |
| numérotation secondaire | CC11   | 14 S1 11   | 14 N1 11   | 14 N3 11   | 14 N2 11   | 14 S2 11   |

| Numéro d'engin | Numéro d'exploitation | Composition                                             | Mise en service | Livrée | Ligne   | Particularité                         |
| -------------- | --------------------- | ------------------------------------------------------- | --------------- | ------ | ------- | ------------------------------------- |
| 1401           | CC01                  | S1.VC-1401—N1.VC-1401—N2.VC-1401—N1.VC-1402—S2.VC-1401  | Juillet 2023    | IDFM   | [ 75 ]  |                                       |
| 1402           | CC02                  | S1.VC-1402—N1.VC-1403—N2.VC-1402—N1.VC-1404—S2.VC-1402  | Juin 2024       | IDFM   | [ 76 ]  | Première rame livrée, en octobre 2021 |
| 1403           | CC03                  | S1.VC-1403—N1.VC-1405—N2.VC-1403—N1.VC-1406—S2.VC-1403  | Juin 2023       | IDFM   | [ 79 ]  |                                       |
| 1404           | CC04                  | S1.VC-1404—N1.VC-1407—N2.VC-1404—N1.VC-1408—S2.VC-1404  | Juillet 2023    | IDFM   | [ 81 ]  |                                       |
| 1405           | CC05                  | S1.VC-1405—N1.VC-1409—N2.VC-1405—N1.VC-1410—S2.VC-1405, | Juin 2023       | IDFM   | [ 85 ]  |                                       |
| 1406           | CC06                  | S1.VC-1406—N1.VC-1411—N2.VC-1406—N1.VC-1412—S2.VC-1406  | Juillet 2023    | IDFM   | [ 86 ]  |                                       |
| 1407           | CC07                  | S1.VC-1407—N1.VC-1413—N2.VC-1407—N1.VC-1414—S2.VC-1407  | Juin 2023       | IDFM   | [ 88 ]  |                                       |
| 1408           | CC08                  | S1.VC-1408—N1.VC-1415—N2.VC-1408—N1.VC-1416—S2.VC-1408  | Juillet 2023    | IDFM   | [ 90 ]  |                                       |
| 1409           | CC09                  | S1.VC-1409—N1.VC-1417—N2.VC-1409—N1.VC-1418—S2.VC-1409  | 1er juin 2023   | IDFM   | [ 93 ]  |                                       |
| 1410           | CC10                  | S1.VC-1410—N1.VC-1419—N2.VC-1410—N1.VC-1420—S2.VC-1410  | 1er juin 2023   | IDFM   | [ 96 ]  |                                       |
| 1411           | CC11                  | S1.VC-1411—N1.VC-1421—N2.VC-1411—N1.VC-1422—S2.VC-1411  | 1er juin 2023   | IDFM   | [ 97 ]  |                                       |
| 1412           | CC12                  | S1.VC-1412—N1.VC-1423—N2.VC-1412—N1.VC-1424—S2.VC-1412  | Juin 2023       | IDFM   | [ 98 ]  |                                       |
| 1413           | CC13                  | S1.VC-1413—N1.VC-1425—N2.VC-1413—N1.VC-1426—S2.VC-1413  | Juin 2023       | IDFM   | [ 99 ]  |                                       |
| 1414           | CC14                  | S1.VC-1414—N1.VC-1427—N2.VC-1414—N1.VC-1428—S2.VC-1414  | Juin 2023       | IDFM   | [ 99 ]  |                                       |
| 1415           | CC15                  | S1.VC-1415—N1.VC-1429—N2.VC-1415—N1.VC-1430—S2.VC-1415  | Juin 2023       | IDFM   | [ 98 ]  |                                       |
| 1416           | CC16                  | S1.VC-1416—N1.VC-1431—N2.VC-1416—N1.VC-1432—S2.VC-1416  | Juin 2023       | IDFM   | [ 79 ]  |                                       |
| 1417           | CC17                  | S1.VC-1417—N1.VC-1433—N2.VC-1417—N1.VC-1434—S2.VC-1417  | Juillet 2023    | IDFM   | [ 100 ] |                                       |
| 1418           | CC18                  | S1.VC-1418—N1.VC-1435—N2.VC-1418—N1.VC-1436—S2.VC-1418  | Juin 2023       | IDFM   | [ 85 ]  |                                       |
| 1419           | CC19                  | S1.VC-1419—N1.VC-1437—N2.VC-1419—N1.VC-1438—S2.VC-1419  | Août 2023       | IDFM   | [ 102 ] |                                       |
| 1420           | CC20                  | S1.VC-1420—N1.VC-1439—N2.VC-1420—N1.VC-1440—S2.VC-1420  | Août 2023       | IDFM   | [ 100 ] |                                       |
| 1421           | CC21                  | S1.VC-1421—N1.VC-1441—N2.VC-1421—N1.VC-1442—S2.VC-1421  | Novembre 2023   | IDFM   | [ 103 ] |                                       |
| 1422           | CC22                  | S1.VC-1422—N1.VC-1443—N2.VC-1422—N1.VC-1444—S2.VC-1422  | Décembre 2023   | IDFM   | [ 104 ] |                                       |
| 1423           | CC23                  | S1.VC-1423—N1.VC-1445—N2.VC-1423—N1.VC-1446—S2.VC-1423  | Janvier 2024    | IDFM   | [ 105 ] |                                       |
| 1424           | CC24                  | S1.VC-1424—N1.VC-1447—N2.VC-1424—N1.VC-1448—S2.VC-1424  | Février 2024    | IDFM   | [ 106 ] |                                       |
| 1425           | CC25                  | S1.VC-1425—N1.VC-1449—N2.VC-1425—N1.VC-1450—S2.VC-1425  | Février 2024    | IDFM   | [ 107 ] |                                       |
| 1426           | CC26                  | S1.VC-1426—N1.VC-1451—N2.VC-1426—N1.VC-1452—S2.VC-1426  | Mars 2024       | IDFM   | [ 108 ] |                                       |
| 1427           | CC27                  | S1.VC-1427—N1.VC-1453—N2.VC-1427—N1.VC-1454—S2.VC-1427  | Mars 2024       | IDFM   | [ 109 ] |                                       |
| 1428           | CC28                  | S1.VC-1428—N1.VC-1455—N2.VC-1428—N1.VC-1456—S2.VC-1428  | Mars 2024       | IDFM   | [ 110 ] |                                       |
| 1429           | CC29                  | S1.VC-1429—N1.VC-1457—N2.VC-1429—N1.VC-1458—S2.VC-1429  | Avril 2024      | IDFM   | [ 111 ] |                                       |
| 1430           | CC30                  | S1.VC-1430—N1.VC-1459—N2.VC-1430—N1.VC-1460—S2.VC-1430  | Avril 2024      | IDFM   | [ 112 ] |                                       |
| 1431           | CC31                  | S1.VC-1431—N1.VC-1461—N2.VC-1431—N1.VC-1462—S2.VC-1431  | Avril 2024      | IDFM   | [ 113 ] |                                       |
| 1432           | CC32                  | S1.VC-1432—N1.VC-1463—N2.VC-1432—N1.VC-1464—S2.VC-1432  | Mai 2024        | IDFM   | [ 114 ] |                                       |
| 1433           | CC33                  | S1.VC-1433—N1.VC-1465—N2.VC-1433—N1.VC-1466—S2.VC-1433  | Janvier 2025    | IDFM   | [ 115 ] |                                       |
| 1434           | CC34                  | S1.VC-1434—N1.VC-1467—N2.VC-1434—N1.VC-1468—S2.VC-1434  | Mars 2025       | IDFM   | [ 117 ] |                                       |
| 1436           | CC36                  | S1.VC-1436—N1.VC-1471—N2.VC-1436—N1.VC-1472—S2.VC-1436  | Mars 2025       | IDFM   | [ 118 ] |                                       |